# Matthias Mellinghaus
Matthias Mellinghaus (n. 10 mai 1965, Iserlohn, Republica Federală Germania, Germania) este un regizor de film german, medaliat olimpic. A participat la o ediție a Jocurilor Olimpice (1988) în care a câștigat o medalie de aur.

## Participări
Lista de mai jos prezintă principalele competiții la care a participat Matthias Mellinghaus de-a lungul carierei.
- rowing at the 1988 Summer Olympics – men's eight[*][3]